# Dolly Parton
Dolly Rebecca Parton (Sevierville (Tennessee), 19 januari 1946) is een Amerikaanse countryzangeres, tekstdichter, singer-songwriter en actrice. Haar bekendste hits zijnYou are, Jolene, 9 to 5 en I Will Always Love You.

## Biografie

### Gezin
Parton is het vierde kind in een gezin met twaalf kinderen. Haar ouders zijn Robert Lee Parton en Avie Lee Owens. Haar elf broers en zussen zijn Willadeene (dichter), David, Denver, Bobby, Stella (zangeres), Cassie, Larry (kort na de geboorte overleden), Randy (zanger), de tweeling Floyd (songwriter) en Freida (zangeres), en Rachel (actrice, getrouwd met Richard Dennison).
Ze groeide op in een arme familie op de tabaksboerderij van haar vader in de Great Smoky Mountains, bij Locust Ridge, Tennessee. Op twaalfjarige leeftijd verscheen ze op televisie in Knoxville en een jaar later nam ze haar eerste album op bij Gold Band Records (een klein lokaal platenlabel). Ook trad ze op in de Grand Ole Opry (tevens uitgezonden via de radio). De dag nadat ze in 1964 haar school had afgerond vertrok ze naar Nashville.
Op 30 mei 1966 is zij in Ringgold (Georgia) getrouwd met Carl Dean die een asfalteringsbedrijf leidde. Dean overleed in maart 2025. Het paar had geen kinderen. Samen met haar man heeft Parton vijf van haar jongere broers en zussen opgevoed. Dat heeft haar bij neefjes en nichtjes de bijnaam Aunt Granny (tante oma) opgeleverd. Miley Cyrus is een petekind van Parton.

## Carrière

### Muziek
Zij startte haar carrière als zangeres bij een lokaal radio- en televisiestation in het oosten van Tennessee. Ze verhuisde naar Nashville in het midden van de jaren 60. In 1967 trokken haar zangkunsten de aandacht van Porter Wagoner, die haar vroeg om bij hem in de Porter Wagoner Show te komen. Hier bleef ze zeven jaar, en hun duetten werden beroemd. Begin jaren 70 overschaduwde zij Porter en in 1974 vertrok ze om zich volledig op haar solocarrière te richten. Over haar vertrek schreef ze toen I Will Always Love You, dat een van haar grootste hits werd en later werd gecoverd door Whitney Houston.
Parton vergaarde grote populariteit als zangeres en componist en won meerdere Country Music Awards: in 1968, 1970, 1971, 1975 en 1976.
In 1977 won ze haar eerste Grammy Award, in de categorie beste vrouwelijke country-uitvoering met haar nummer Here You Come Again. In 1980 won ze haar volgende twee Grammy's in de categorieën beste countrynummer en beste vrouwelijke countryperformance. Acht jaar later volgde nummer vier, in de categorie beste country-uitvoering in een duo of groep met het album Trio, dat ze in 1987 samen met Linda Ronstadt en Emmylou Harris heeft opgenomen. In 2000 won ze haar 5de Grammy, in de categorie beste samenwerking country met vocals met het nummer After the gold rush van het album Trio II dat ze (net als Trio) heeft opgenomen met Linda Ronstadt en Emmylou Harris.
Op 18 maart 2007 gaf Parton na ruim 30 jaar weer een optreden in Nederland (in de IJsselhallen in Zwolle). Alle kaarten waren binnen een dag verkocht. Op 19 juni 2008 gaf de zangeres in het kader van haar Backwoods Barbie Tour opnieuw een concert in Nederland, ditmaal in Ahoy Rotterdam.
In 2009 kreeg Parton een eredoctoraat in de muziek aan de universiteit van Knoxville in Tennessee. In 2022 werd Parton opgenomen in de Rock and Roll Hall of Fame. Ter gelegenheid hiervan nam zij het rockalbum Rockstar op, waarop ze samenwerkte met tal van rockartiesten.

### Film en televisie
Midden jaren 70 was Parton een veel geziene gast in tv-specials en praatprogramma's. In 1976 kreeg ze haar eigen countryprogramma met de titel Dolly. Dit programma verdween echter na één jaar weer van de buis.
In 1980 maakte zij haar filmdebuut naast Jane Fonda en Lily Tomlin in de film Nine to Five. De door haar geschreven en gecomponeerde titelsong 9 to 5 leverde haar een Oscarnominatie op in de categorie beste originele lied. Verder kreeg ze Golden Globe-nominaties voor beste filmactrice in de categorie musical/komedie en beste nieuwkomer van het jaar in een film - dames.
Andere films waarin Parton meespeelde zijn onder andere The Best Little Whorehouse in Texas (1982), die haar haar tweede Golden Globe-nominatie als actrice opleverde, Rhinestone (1984), Steel Magnolias (1989), Blue Valley Songbird (televisiefilm, 1999), Straight Talk (1992) en Joyful Noise (2012). Ook had ze een gastrol in Miss Congeniality 2: Armed & Fabulous (2005) als zichzelf.
In 2006 en 2007 was Parton te zien naast haar petekind Miley Cyrus in de serie Hannah Montana. Ze speelde een gastrol in de afleveringen Good Golly, Miss Dolly en I Will Always Loathe You, waarin ze te zien was als de peettante van Miley Stewart/Hannah Montana. In december 2010 kwam ze in de aflevering Kiss It All Goodbye nog één keer terug in Hannah Montana Forever, het laatste seizoen van de serie.

### Zakelijk
Parton staat bekend om haar zakelijke instinct. Zij heeft een groot deel van haar inkomen geïnvesteerd in het themapark Dollywood in Pigeon Forge (Tennessee), waardoor het toerisme in Tennessee, Kentucky en Ohio groeide. Op het terrein is ook het Southern Gospel Museum and Hall of Fame ondergebracht.
Ook is Parton directrice van Dolly Parton Enterprise, een mediabedrijf met een waarde van $100 miljoen.

## Prijzen en nominaties
Parton werd in 1986 opgenomen in de Nashville Songwriters Hall of Fame, in 1999 in de Country Music Hall of Fame, in 2001 in de Songwriters Hall of Fame, in 2009 in de Gospel Music Hall of Fame en in 2010 in de Country Gospel Music Hall of Fame. Daarbij kreeg ze in 2009 een ster in de Music City Walk of Fame in Nashville. Ook werd ze talloze malen onderscheiden met andere prijzen.
Hieronder de verschillende prijzen en nominaties die Parton op haar naam heeft staan. Als de prijs goud is gemarkeerd, heeft Parton deze prijs ook gewonnen, anders betreft het een nominatie.
| American Music Awards | American Music Awards        | American Music Awards                              | American Music Awards                      |
| Jaar                  | Album                        | Nummer                                             | Categorie                                  |
| --------------------- | ---------------------------- | -------------------------------------------------- | ------------------------------------------ |
| 1977                  |                              |                                                    | Favorite Country Female Artist             |
| 1978                  | New Harvest, First Gathering |                                                    | Favorite Country Album                     |
| 1978                  |                              | Favorite Country Female Artist                     |                                            |
| 1979                  |                              | Here You Come Again                                | Favorite Country Single                    |
| 1979                  | Here You Come Again          |                                                    | Favorite Country Album                     |
| 1980                  |                              |                                                    | Favorite Country Female Artist             |
| 1982                  |                              |                                                    | Favorite Pop/Rock Female Artist            |
| 1982                  |                              | Favorite Country Female Artist                     |                                            |
| 1984                  |                              | Islands in the Stream                              | Favorite Country Single (met Kenny Rogers) |
| 1984                  |                              | Favorite Country Band/Duo/Group (met Kenny Rogers) |                                            |
| 1984                  |                              | Potential New Boyfriend                            | Favorite Country Video                     |
| 1985                  |                              | Islands in the Stream                              | Favorite Country Single (met Kenny Rogers) |
| 1985                  |                              | Favorite Country Female Artist                     |                                            |
| 1986                  |                              |                                                    | Favorite Country Female Artist             |
| 1990                  |                              |                                                    | Favorite Country Female Artist             |
| 1992                  |                              |                                                    | Favorite Country Female Artist             |
| 1993                  | Slow Dancing with the Moon   | Romeo                                              | Favorite Country Single                    |
| 1994                  |                              |                                                    | Favorite Country Female Artist             |

| Grammy Awards | Grammy Awards                                 | Grammy Awards                                                                               | Grammy Awards                                    |
| Jaar          | Album                                         | Nummer                                                                                      | Categorie                                        |
| ------------- | --------------------------------------------- | ------------------------------------------------------------------------------------------- | ------------------------------------------------ |
| 1979          |                                               | Here You Come Again                                                                         | Best Country Vocal Performance - Female          |
| 1982          | 9 to 5 and Odd Jobs                           | 9 to 5                                                                                      | Best Country Song (Songwriter's Award)           |
| 1982          | 9 to 5 and Odd Jobs                           | 9 to 5                                                                                      | Best Country Vocal Performance - Female          |
| 1982          | 9 to 5 and Odd Jobs                           | 9 to 5                                                                                      | Song of the Year (Songwriter's Award)            |
| 1983          |                                               | I Will Always Love you                                                                      | Best Country Vocal Performance - Female          |
| 1984          |                                               | Islands in the Stream (met Kenny Rogers)                                                    | Best Pop Vocal Performance By a Duo or Group     |
| 1984          |                                               | Burlap and Satin                                                                            | Best Country Vocal Performance - Female          |
| 1985          |                                               | Tennessee Homesick Blues                                                                    | Best Country Vocal Performance - Female          |
| 1986          |                                               | Real Love                                                                                   | Best Country Vocal Performance - Female          |
| 1986          |                                               | Real Love (met Kenny Rogers)                                                                | Best Country Vocal Performance by a Duo or Group |
| 1987          |                                               | Trio (met Linda Ronstadt & Emmylou Harris)                                                  | Album of the Year                                |
| 1988          | Trio (met Linda Ronstadt & Emmylou Harris)    |                                                                                             | Best Country Vocal Performance by a Duo or Group |
| 1988          | Trio (met Linda Ronstadt & Emmylou Harris)    |                                                                                             | Album of the Year                                |
| 1990          |                                               | Why'd You Come in Here Looking Like That                                                    | Best Country Vocal Performance - Female          |
| 1992          |                                               | Rockin' Years (met Ricky van Shelton)                                                       | Best Country Vocal Collaboration                 |
|               |                                               | Eagle When She Flies                                                                        | Best Country Song (Songwriter's Award)           |
| 1994          | Slowdancing with the Moon                     | Romeo (met Tanya Tucker, Billy Ray Cyrus, Kathy Mattea, Pam Tillis & Mary Chapin Carpenter) | Best Country Vocal Collaboration                 |
| 1995          |                                               | Silver Threads and Golden Needles (met Loretta Lynn & Tammy Wynette)                        | Best Country Vocal Collaboration                 |
| 1996          |                                               | I Will Always Love You (met Vince Gill)                                                     | Best Country Vocal Collaboration                 |
| 2000          | Trio II                                       | After the gold Rush                                                                         | Best Country Collaboration With Vocals           |
| 2000          | Trio II (met Linda Ronstadt & Emmylou Harris) |                                                                                             | Best Country Album                               |
| 2001          | The Grass is Blue                             |                                                                                             | Best Bluegrass Album                             |
| 2001          | Travelin' Prayer                              |                                                                                             | Best Country Vocal Performance - Female          |
| 2002          | Little Sparrow                                | Shine                                                                                       | Best Country Vocal Performance - Female          |
| 2003          | Halos and Horns                               |                                                                                             | Best Country Album                               |
| 2003          |                                               | Dagger Through the Heart                                                                    | Best Country Vocal Performance - Female          |
| 2004          |                                               | I'm Gone                                                                                    | Best Country Vocal Performance - Female          |

## Trivia
Het eerste gekloonde dier was een schaap en werd door wetenschappers naar haar genoemd omdat Dolly werd gekloond uit uierweefsel.
Bekende uitspraken van Parton zijn:
- "It takes an awful lot of money to look this cheap"
- "When any part of me is bagging, sagging or dragging it is my duty to nip it, tuck it or suck it."

Hoewel Parton er nooit een geheim van heeft gemaakt dat ze verschillende keren cosmetisch-chirurgische ingrepen heeft gehad, heeft het tot 2002 geduurd eer ze toegaf dat ze ook een borstvergroting heeft ondergaan. Volgens haar is dit echter pas halverwege de jaren 80 geweest nadat haar borstomvang flink verminderd was doordat ze toen behoorlijk afgevallen is. Haar handelsmerk is haar grote borstomvang en haar borsten zijn verzekerd voor $600.000.
In 2016 haalde Parton 9 miljoen dollar op voor families die zijn getroffen door bosbranden in Sevier County in de staat Tennessee. Haar My People-fonds keert maximaal zes maanden lang 1000 dollar per maand uit aan de getroffen gezinnen.
Dolly Parton schrijft iedere dag aan haar eigen nummers (en nummers die door anderen gezongen worden), waardoor ze tegen het einde van 2020 meer dan 3000 nummers had geschreven. Twee van haar grootste hits, Jolene en I Will Always Love You, schreef ze zelfs op één dag.
in 1985 werd het pretpark Silver Dollar City in Pigeon Forge, Tennessee geschonken aan Parton en staat nu bekend als: Dollywood.

## Discografie

### Albums
| Album met eventuele hitnotering(en) in de Nederlandse Album Top 100 | Datum van verschijnen | Datum van binnenkomst | Hoogste positie | Aantal weken | Opmerkingen                          |
| ------------------------------------------------------------------- | --------------------- | --------------------- | --------------- | ------------ | ------------------------------------ |
| Greatest hits                                                       |                       | 19 maart 1983         | 10              | 11           |                                      |
| The love album                                                      |                       | 17 december 1983      | 2               | 21           |                                      |
| The great pretender                                                 |                       | 17 maart 1984         | 30              | 8            |                                      |
| Trio                                                                |                       | 4 april 1987          | 31              | 10           | met Emmylou Harris en Linda Ronstadt |
| The very best of... (1)                                             |                       | 11 april 1987         | 12              | 16           | met Kenny Rogers                     |
| Once upon a Christmas                                               |                       | 22 december 1990      | 61              | 3            | met Kenny Rogers                     |
| The very best of... (2)                                             |                       | 27 maart 1993         | 7               | 17           | met Kenny Rogers                     |

| Album met hitnotering(en) in de Vlaamse Ultratop 200 albums | Datum van verschijnen | Datum van binnenkomst | Hoogste positie | Aantal weken | Opmerkingen |
| ----------------------------------------------------------- | --------------------- | --------------------- | --------------- | ------------ | ----------- |
| A life in music - the ultimate collection                   | 2002                  | 16 maart 2002         | 11              | 4            |             |

### Singles
| Single met eventuele hitnotering(en) in de Nederlandse Top 40 | Datum van verschijnen | Datum van binnenkomst | Hoogste positie | Aantal weken | Opmerkingen        |
| ------------------------------------------------------------- | --------------------- | --------------------- | --------------- | ------------ | ------------------ |
| Jolene                                                        | 1973                  | 29 juni 1974          | tip14           |              |                    |
| Here you come again                                           |                       | 4 maart 1978          | 34              | 3            |                    |
| Baby I'm burnin'                                              |                       | 17 februari 1979      | tip9            |              |                    |
| 9 to 5                                                        |                       | 28 maart 1981         | 10              | 10           |                    |
| I will always love you                                        |                       | 26 februari 1983      | 2               | 11           |                    |
| Islands in the stream                                         |                       | 24 september 1983     | 4               | 9            | met Kenny Rogers   |
| You are                                                       |                       | 26 november 1983      | 1(3wk)          | 11           | Alarmschijf        |
| Heartbreaker                                                  |                       | 25 februari 1984      | 27              | 4            |                    |
| We used to                                                    |                       | 5 januari 1985        | tip9            |              |                    |
| Christmas without you                                         |                       | 22 december 1990      | 23              | 3            | met Kenny Rogers   |
| Straight talk                                                 |                       | 8 augustus 1992       | tip19           |              |                    |
| When you tell me that you love me                             |                       | 17 december 1994      | tip13           |              | met Julio Iglesias |

| Single met hitnotering(en) in de Vlaamse Ultratop 50 | Datum van verschijnen | Datum van binnenkomst | Hoogste positie | Aantal weken | Opmerkingen        |
| ---------------------------------------------------- | --------------------- | --------------------- | --------------- | ------------ | ------------------ |
| 9 to 5                                               | 1981                  | 11 april 1981         | 5               | 11           |                    |
| I will always love you                               | 1983                  | 26 maart 1983         | 4               | 10           |                    |
| Islands in the stream                                | 1983                  | 15 oktober 1983       | 7               | 8            | met Kenny Rogers   |
| You are                                              | 1983                  | 10 december 1983      | 1(1wk)          | 13           |                    |
| Heartbreaker                                         | 1984                  | 10 maart 1984         | 34              | 2            |                    |
| When you tell me that you love me                    | 1995                  | 28 januari 1995       | 35              | 2            | met Julio Iglesias |

## Hitnoteringen

### NPO Radio 2 Top 2000
| Nummers met noteringen in de NPO Radio 2 Top 2000 | '99  | '00  | '01  | '02  | '03  | '04  | '05  | '06  | '07  | '08  | '09  | '10  | '11  | '12  | '13  | '14  | '15  | '16  | '17  | '18  | '19  | '20 | '21  | '22  | '23  | '24 |
| ------------------------------------------------- | ---- | ---- | ---- | ---- | ---- | ---- | ---- | ---- | ---- | ---- | ---- | ---- | ---- | ---- | ---- | ---- | ---- | ---- | ---- | ---- | ---- | --- | ---- | ---- | ---- | --- |
| 9 to 5                                            | 1512 | -    | 1456 | 1971 | 1718 | 1641 | 1947 | 1995 | 1944 | 1777 | -    | -    | -    | 1611 | -    | -    | -    | -    | -    | 1241 | 913  | 710 | 877  | 848  | 761  | 791 |
| I Will Always Love You                            | 632  | -    | 941  | 829  | 1262 | 837  | 832  | 855  | 805  | 844  | 1191 | 1066 | 1318 | 1428 | 1469 | 1303 | 1258 | 1147 | 1098 | 1232 | 1147 | 892 | 1105 | 1226 | 1096 | 689 |
| Islands in the Stream (met Kenny Rogers)          | 1206 | 1176 | 1119 | 853  | 1288 | 1294 | 990  | 1147 | 1020 | 1103 | 1547 | 1277 | 1269 | 1343 | 1360 | 1039 | 1083 | 1060 | 939  | 812  | 723  | 363 | 403  | 412  | 211  | 177 |
| Jolene                                            | 1364 | -    | 1471 | 1199 | 775  | 757  | 781  | 749  | 717  | 750  | 963  | 928  | 726  | 770  | 445  | 436  | 221  | 154  | 128  | 105  | 97   | 64  | 99   | 106  | 93   | 77  |
| You Are                                           | 1118 | 866  | 240  | 1540 | 1612 | 1353 | 1443 | 1549 | 1319 | 1343 | 1955 | 1847 | 1971 | 1716 | -    | -    | -    | -    | -    | -    | -    | -   | -    | -    | -    | -   |

1. ↑  Een '-' betekent dat het nummer niet was genoteerd en een vetgedrukt getal geeft de hoogste notering van een nummer aan.

### Joe FM Hitarchief 2000
| Nummer(s) met noteringen in het Joe FM Hitarchief 2000 | 2009 | 2010 | 2011 | 2012 | 2013 | 2014 | 2015 | 2016 | 2017 | 2018 | 2019 | 2020 | 2021 |
| ------------------------------------------------------ | ---- | ---- | ---- | ---- | ---- | ---- | ---- | ---- | ---- | ---- | ---- | ---- | ---- |
| 9 to 5                                                 | 177  | 185  | 181  | 222  | 260  | 462  | 533  | 484  | 468  | 464  | 648  | 724  | 852  |
| I will always love you                                 | 668  | 1235 | 1270 | 1307 | 1328 | 1218 | 1110 | 1106 | 1137 | 1137 | 1059 | 891  | 1129 |
| Jolene                                                 | 1343 | 1276 | 1160 | 1139 | 981  | 748  | 454  | 462  | 447  | 391  | 159  | 258  | 159  |
| You are                                                | 416  | 368  | 359  | 388  | 545  | 365  | 582  | 638  | 669  | 662  | 527  | 372  | 545  |
| Islands in the stream (met Kenny Rogers)               | -    | -    | -    | -    | -    | -    | -    | -    | -    | 1474 | 1409 | 906  | 982  |